# Sandra Wey
Sandra Wey (Paesi Bassi, ...) è un'attrice ed ex modella olandese, attiva negli anni ottanta nel cinema erotico.
È nota per essere stata protagonista, nel ruolo di O, del film Histoire d'O, ritorno a Roissy del 1984 e del film Senza scrupoli del 1986.

## Biografia
Nel 1982 recitò nel film commedia francese Plus beau que moi, tu meurs, insieme ad Aldo Maccione.
Nel 1984 fu protagonista, nella parte di O, del film Histoire d'O, ritorno a Roissy di Éric Rochat, secondo adattamento del romanzo Ritorno a Roissy di Pauline Réage e sequel del precedente Histoire d'O, del 1975, diretto da Just Jaeckin e interpretato da Corinne Cléry, anch'esso tratto dall'omonimo romanzo scritto dalla Réage nel 1954.
Nel 1986 ha interpretato la protagonista Silvia Combi, accanto a Marzio Honorato, nel film di Tonino Valerii, Senza scrupoli.
Nel 1989 abbandonò il set del film Taxi Killer per disaccordi con il regista Stelvio Massi.
L'ultimo film da lei interpretato fu un cortometraggio, diretto da Peter Johan Peeters nel 1991 e intitolato Reisgeld in Natura.

## Filmografia

### Cinema
- Plus beau que moi, tu meurs, regia di Philippe Clair (1982)
- Histoire d'O, ritorno a Roissy (Histoire d'O: Chapitre 2), regia di Éric Rochant (1984)
- Senza scrupoli, regia di Tonino Valerii (1986)
- Molly O, regia di Gino Bortoloni (1986)
- Reisgeld in Natura, regia di Peter Johan Peeters – cortometraggio (1991)

### Televisione
- Gemene verhalen – serie TV, episodio 1x05 (1987)